# Cultura Braziliei
Cultura Braziliei este în mare parte derivată din cea portugheză, dar se distinge prin multiculturalism și multietnia locuitorilor. De asemenea, specificul culturii braziliene este marcat de capoeira, artă marțială practicată în Brazilia.

## Instituții de cultură
- Arhiva Națională a Braziliei
- Biblioteca Națională a Braziliei